# Nausithoe limpida
Nausithoe limpida is een schijfkwal uit de familie Nausithoidae. De kwal komt uit het geslacht Nausithoe. Nausithoe limpida werd in 1909 voor het eerst wetenschappelijk beschreven door Hartlaub. 